# Beta Eridani
Désignations
Beta Eridani (β Eri / β Eridani, Bêta de l'Éridan), également appelée par son nom traditionnel Cursa, est la deuxième étoile la plus brillante de la constellation de l'Éridan. Elle est située à l'extrémité nord-est de l'Éridan, près de la limite avec la constellation voisine d'Orion et non loin de la brillante Rigel. La nébuleuse par réflexion de la Tête de Sorcière (IC 2118) est également localisée à 2° de Cursa.
Beta Eridani est une étoile géante blanche d'une magnitude apparente de +2,79. Elle est distante d'environ ∼ 89 a.l. (∼ 27,3 pc) de la Terre et elle se rapproche du système solaire à une vitesse radiale de −6 km/s.

## Noms
β Eridani, latinisé Beta Eridani, est la désignation de Bayer de l'étoile. Elle porte également la désignation de Flamsteed de 67 Eridani.
Son nom le plus connu est Cursa,, dérivant de Kursī l-Jawzā’(i) l-Muqqadam, signifiant « le Trône Antérieur d'Elgeuze ». Cursa désignait à l'origine un groupe d'étoiles qui comprenait également λ Eridani, ψ Eridani et τ Orionis. Si l'on en croit un catalogue d'étoiles édité par la NASA, Al Kursiyy al Jauzah était le titre de trois étoiles : β Eri est Cursa, ψ Eridani Al Kursiyy al Jauzah I, et λ Eridani Al Kursiyy al Jauzah II (excluant τ Orionis). Il s'agit de l'un des deux noms traditionnels de Beta Eridani, l'autre étant Dhalim.
Le nom de Cursa a été approuvé et officialisé par l'Union astronomique internationale le 20 juillet 2016.
En astronomie chinoise, β Eridani est appelée « la troisième étoile du Puits de Jade » (玉井三 Yù Jǐng sān). Elle fait partie de l'astérisme 玉井 (Yù Jǐng), « le Puits de Jade », qui comprend en plus de β Eridani, λ Eridani, ψ Eridani et τ Orionis. Dans les textes plus anciens, le nom Yu Jing était également écrit Yuh Tsing.

## Propriétés
Beta Eridani est une étoile blanche de type spectral A3III, avec une classe de luminosité III (lire « trois ») indiquant qu'il s'agit d'une étoile géante qui a consommé l'hydrogène de son cœur et qui a donc quitté la séquence principale. Sa température de surface est de 8 104 K, ce qui lui donne sa couleur blanche typique des étoiles de type A, et elle est 25 fois plus lumineuse que le Soleil. Son rayon vaut 2,4 fois celui du Soleil et elle est deux fois plus massive que le Soleil. Elle tourne rapidement sur elle-même, avec une vitesse de rotation projetée de 196 km/s ; cette valeur peut être comparée aux 2 km/s du Soleil à l'équateur. L'étoile est connue pour varier légèrement en luminosité, sa magnitude apparente variant entre les magnitudes 2,72 et 2,80. Une éruption particulièrement importante de l'étoile a eu lieu en 1985,.
La position et le mouvement propre de l'étoile suggèrent qu'elle est membre du courant d'étoiles de la Grande Ourse, une association d'étoiles qui partagent une origine et un mouvement communs à travers l'espace. Cependant, ses propriétés photométriques indiquent qu'elle serait en fait une intruse. Beta Eridani possède un compagnon optique, une étoile d'une magnitude apparente de 10,90 localisée à une distance angulaire de 120 secondes d'arc et à un angle de position de 148°. Elle porte la désignation CCDM J05079 -0506B. Les mesures de parallaxe effectuées par le satellite Gaia indiquent qu'il s'agit d'un objet bien plus lointain et qui n'est donc pas lié physiquement à Beta Eridani.